# Lauren Versnick
Lauren Versnick (Gent, 4 april 1994) is een Belgisch actrice, producer en model.

## Biografie
Ze studeerde Handelswetenschappen aan de Universiteit van Gent. In 2010 poseerde ze voor de Showbizzkalender. Nadien werkte ze als model.
Versnick werkte voor productiehuis Geronimo waar ze onder meer opnameleider was voor Baba Yega: The Movie in 2018. Versnick vertolkte een rol in Studio Tarara. Hierdoor legde ze contacten met het productiehuis Shelter. Daar werkte ze als producer aan het tweede seizoen van Hoe zal ik het zeggen?. In 2019 en 2020 deed ze mee met De Code van Coppens samen met Jens Dendoncker.
In 2019 nam ze deel aan De Slimste Mens ter Wereld waarin ze 2 afleveringen te zien was. In 2022 nam ze deel aan Spartacus Run.

## Televisie

### Als zichzelf
- Spartacus Run (2022)
- Da's liefde (2021)
- Gert late night (2020)
- Beste kijkers (2020)
- De Slimste Mens ter Wereld (2019)
- De code van Coppens (2019-2020)

### Actrice
- Professor T (2022) - als Jane Acton
- Een Goed Jaar (2020) - als Magaly
- Red light (2020) - als verkoopster kledingwinkel
- Studio Tarara (2019) - als Barbara Degryse
- Déjà Vu (2025) - als Eva

### Producer
- Hoe zal ik het zeggen? (2018-2019)
- Sketch (2018)

## Film

### Actrice
- BXL (2024) - als Julie
- Adelfi (2021) - als Anna
- Nachtwacht: het duistere hart (2019) - als Aurel

## Privé
Van 2019 tot 2022 had Versnick een relatie met komiek Jens Dendoncker. Lauren Versnick is de dochter van Lynn Wesenbeek en Geert Versnick.